# Монголска земна сойка
Монголската земна сойка (Podoces hendersoni) е вид птица от семейство Вранови (Corvidae).

## Разпространение
Видът е разпространен в Китай и Монголия.